# Wilhelm Wallin
Johan Erik Wilhelm Wallin, född 6 mars 1825 i Årdala församling, Södermanlands län, död 17 november 1898 i Undenäs församling, Skaraborgs län, var en svensk godsägare och riksdagspolitiker.
Wallin var ägare till Sätra bruk i Skaraborgs län. Som riksdagsman var han ledamot av första kammaren 1891–1898.